# 長廊

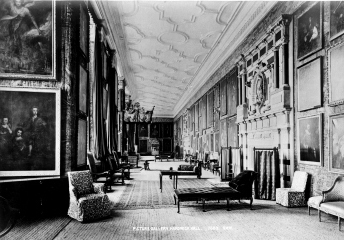
1890年代哈德威克廳的長廊

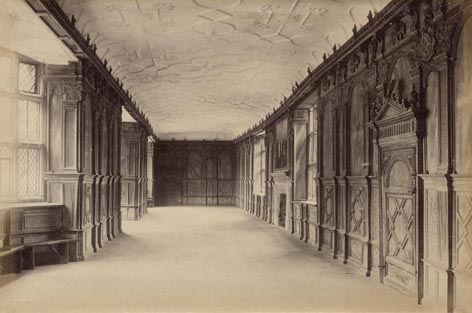
1890年左右哈頓廳的長廊

在建築學裡，長廊（英語：Long gallery）是指一個狹長的房間，通常擁有挑高的天花板。在英國，長廊在伊麗莎白時代建築和雅各賓建築風格的房子中很受歡迎。長廊通常會位於大宅的上層，並且橫跨建物的整個正面。長廊有多種用途：可用於招待客人，也可在天氣惡劣時在室內步行健身，亦可用於展示藝術收藏品。
長廊看起來像一條寬敞的走廊，但它是被設計為一個獨立使用的房間，而不是從一個房間到另一個房間的通道。在16世紀，在現今十分清楚的“走廊”概念還沒有被引入英國國內建築；在當時，房間是從屋外進入，或是從一個房間進入另一個房間。

## 實例
在英國，可以看到續許多著名的長廊：
- 奧爾索普莊園（英语：Althorp），北安普敦郡
- 阿佩索爾普宮（英语：Apethorpe Palace），北安普敦郡
- 阿斯頓廳，伯明罕[1]
- 布利克林莊園（英语：Blickling Hall），諾福克郡
- 伯利莊園，林肯郡
- 布勞頓城堡（英语：Broughton Castle），牛津郡
- 伯頓·安格斯堡（英语：Burton Agnes Hall），約克郡
- Burton Constable Hall（英语：Burton Constable Hall），約克郡[2]
- 查爾頓宮，倫敦[3]
- 哈頓廳，德貝郡[4]
- 漢姆宮，倫敦（長廊貫穿整座建築）
- 哈德威克廳，德貝郡（最大的長廊之一）
- 哈特菲爾德莊園，哈特菲爾德[5]
- 小莫頓莊園，柴郡
- 朗利特莊園，威爾特郡（此處的長廊現在被稱為沙龍）
- 萊姆宮（英语：Lyme Park），柴郡
- 蒙塔庫特府邸，索美塞特郡
- 奧斯特利公園，倫敦
- 斯昆宮（英语：Scone Palace），伯斯
- 薩德伯里廳，德貝郡
- 錫永宮，倫敦[6]
- 紐塞姆莊園，約克郡（雅各賓式長廊，後經整修改稱為畫廊）

## 延伸閱讀
- The 'Long Gallery': Its Origins, Development, Use and Decoration by Rosalys Coope in Architectural History, Vol. 29, 1986 (1986), pp. 43–72+74-84
- .  (第11版). London. 1911.